# Roul Fahlin
Raoul Fahlin, född den 13 oktober 1966 i Örebro, är en svensk före detta professionell tävlingscyklist. 

## Meriter

### Medverkan i olympiska spel
- Olympiska spelen i Seoul 1988 - 87:a Herrarnas linjelopp

### Övriga meriter
- 1984
  -  Vinnare av Junior-SM, 50 km landsväg.
  -  Vinnare av Junior-SM, 50 km landsväg, lag (tillsammans med Anders Axelsson och Per Moberg).

- 1985
  -  Vinnare av SM, 70 km landsväg, lag (tillsammans med Stefan Brykt och Magnus Knutsson).
  - Vinnare av etapp 6 i Postgirot Open.
  - Vinnare av GP Faber, Luxemburg.

- 1986
  - Vinnare av Skandisloppet, U23.
  - Vinnare av etapp 6 i Postgirot Open.
  - Vinnare av etapp 3 i Österrike runt, Österrike
  - 2:a på etapp 1 i Österrike runt, Österrike
  - 2:a på etapp 4 i Österrike runt, Österrike
  - 3:a på etapp 7 i Postgirot Open
  - 3:a på Prologen i Österrike runt, Österrike

- 1987
  -  Vinnare av SM, 50 km landsväg, lag (tillsammans med Magnus Knutsson och Michel Lafis).
  - Vinnare av SydkraftGirot.
  - Vinnare av Mälaren runt.
  - Vinnare i Prologen i GP Guillaume Tell, Schweiz

- 1988
  -  Vinnare av SM, 50 km landsväg, lag (tillsammans med Allen Andersson och Anders Jarl).
  - Vinnare av Solleröloppet.
  - 3:a på etapp 5 i Österrike runt, Österrike
  - 3:a på etapp 7 i Österrike runt, Österrike

- 1989
  - Vinnare av Solleröloppet.

- 1991
  - 3:a i Dijon-Auxonne-Dijon, Frankrike